# Chandra Wickramasinghe
 (janvier 2018).
Si vous disposez d'ouvrages ou d'articles de référence ou si vous connaissez des sites web de qualité traitant du thème abordé ici, merci de compléter l'article en donnant les références utiles à sa vérifiabilité et en les liant à la section « Notes et références ».
Pour les articles homonymes, voir Wickramasinghe.
Nalin Chandra Wickramasinghe (né à Colombo, Sri Lanka, le 20 janvier 1939) est professeur de mathématiques appliquées et d'astronomie à l'université de Buckingham depuis 2011, directeur du Cardiff Centre for Astrobiology. 
Étudiant puis collaborateur de sir Fred Hoyle, leurs travaux conjoints les amènent à remettre au goût du jour une forme de la théorie de la panspermie, proposant que la poussière cosmique présente dans l'espace interstellaire et dans les comètes est partiellement organique et que la vie évolue à partir de cette source plutôt que depuis la soupe primitive. La contrepartie de cette théorie, le pathospermie expliquerait l'apparition subite pour les mêmes raisons de nouvelles pathologies. Chandra Wickramasinghe travaille au développement de méthodes permettant de détecter la vie dans l'espace. Il est expert dans l'utilisation de l'astronomie infrarouge pour l'étude de la matière interstellaire.
Il est Fellow de la Royal Society of Arts et de la Royal Astronomical Society. Son mentor Fred Hoyle est titulaire en 1997 du Crafoord Prize décerné par l'Académie royale des sciences de Suède.